# Compagnie des bateaux du lac Léman
La Compagnie des bateaux du Lac Léman est une compagnie de navigation fondée à Thonon-les-Bains en 2012. Elle exploite actuellement un bateau sur le Lac Léman.

## Histoire
La Compagnie des bateaux du Lac Léman a été fondé en 2012 par Didier Goyet lorsque celui-ci achète le bateau Village de Chanaz de la Compagnie des Bateaux du lac du Bourget et du Haut-Rhône. Le bateau est ramené jusqu’à Thonon-les-Bains où il est mis à l’eau le 31 mai 2012. Rebaptisé L’Albran, il est mis en service au printemps 2013.

## Parcours
La compagnie propose des croisières d’une heure au départ de Thonon-les-Bains.

## Flotte
| Nom      | Année et lieu de construction | Immatriculation | Année d’acquisition Propriétaire précédent                    | Capacité     | Statut     | Image    |
| -------- | ----------------------------- | --------------- | ------------------------------------------------------------- | ------------ | ---------- | -------- |
| L’Albran | 1985 à Villers-le-Lac         | LY 1635 F       | 2012 Compagnie des Bateaux du lac du Bourget et du Haut-Rhône | 75 personnes | En service | L’Albran |